# ماسانوري اينو
ماسانوري اينو (باليابانية: 井上将憲؛ بالكانا: いのうえ まさのり) هو متزلج صدري ياباني، ولد في 1 مايو 1972 في تشيبا في اليابان.

## وصلات خارجية
- ماسانوري اينو على موقع الاتحاد الدولي لألعاب القوى (الإنجليزية)
- ماسانوري اينو على موقع IBSF (الإنجليزية)
- ماسانوري اينو على موقع أوليمبيديا (الإنجليزية)